# Judas Traveller
Judas Traveller è un personaggio dei fumetti, creato da Terry Kavanagh (testi) e Steven Butler (disegni), pubblicato dalla Marvel Comics. La sua prima apparizione è in Web of Spider-Man (Vol. 1) n. 117 (ottobre 1994).

## Biografia del personaggio
Il personaggio di Judas Traveller venne introdotto nella seconda Saga del clone di Spider-Man. Lo scopo del personaggio era quello di analizzare la vera natura del male. Interessato a Spider-Man ed al suo clone, Traveller con il suo alleato Scrier ed il suo gruppo di 4 studenti, spinse Spider-Man contro il suo clone in una prova motivazionale. Venne descritto dallo scrittore Glenn Greenberg come una specie di deus ex machina, con non ben definiti poteri e che gli scrittori e gli editori dei fumetti di Spiderman non avevano le idee chiare riguardo al personaggio. In realtà era uno psicologo criminale che aveva subito un crollo mentale risvegliando i suoi poteri mutanti dormienti e la sua capacità di alterare la percezione. Con queste abilità spesso apparve molto più potente di quanto non fosse. Successivamente, Judas Traveller venne tradito da Scrier e venne salvato da Ben Reilly, il clone di Spider-Man. Venne poi rivelato che Traveller altri non era che una pedina di Norman Osborn contro Spider-Man.